# Pehr Ramselius
Pehr Ramselius, född 5 januari 1722 i Virserums socken, död 31 maj 1786 i Ekebyborna socken, var en svensk präst i Ekebyborna församling. 

## Biografi
Pehr Ramselius föddes 5 januari 1722 på Ramsebo i Virserums socken. Han var son till bonden Börje Persson och Chierstin Östensdotter. Ramselius studerade i Kalmar och blev höstterminen 1744 student vid Uppsala universitet, Uppsala. Ramselius prästvigdes 9 september 1753 till kapellpredikant och brukspredikant vid Karlsdals församling, Karlskoga pastorat. Han tog pastoralexamen 6 augusti 1761 och blev 17 oktober 1768 komminister i Skedevi församling, Skedevi pastorat. Ramselisu blev 30 november 1784 kyrkoherde i Ekebyborna församling, Ekebyborna pastorat, tillträde 1786. Han avled 31 maj 1786 i Ekebyborna socken.

### Familj
Ramselius gifte sig 26 november 1771 med Charlotta Münchenberg (1726–1790). Hon var dotter till kyrkoherden Anton Münchenberg och Christina Älf i Vreta klosters socken. Charlotta Münchenberg hade tidigare varit gift med kyrkoherden Magnus Nordström i Skedevi socken.